# Station Tymbark
Station Tymbark is een spoorwegstation in de Poolse plaats Tymbark.